# Seznam avstrijskih arhitektov
Seznam avstrijskih arhitektov.

## A
- Lothar Paul Abel
- Gustav Abend
- Raimund Abraham (avstrijsko-ameriški)
- Heinrich Adam
- Domenico dell'Allio (1505–1563) (italijansko-avstrijski)
- Carl Appel

## B
- Bernardo Bader
- Mauriz Balzarek
- Ludwig Baumann
- Carlo Baumschlager
- Peter Behrens (nemško-avstrijski)
- Franz Beer
- Alexander Bellon
- Karin Bily
- Peter Paul Brang
- Gerald Brodnig
- Karl Brünnler
- Hans von Burghausen
- Bernhard Bügelmayer
- W. Burgstaller & A. Zauner

## C
- Carlo Carlone (italijansko-avstrijski)
- Alfred Castelliz (doma iz Celja)
- Max Czeike

## D
- Helmut Dietrich
- Christoph Dientzenhofer (bav./nem.-češ.-avstrijski)

## E
- Karl Ehn
- Hermann Eisenköck
- Rudolf Eisler
- Paul Engelmann
- Ernst Epstein?
- Johann Bernhard Fischer von Erlach
- Johann Eustacchio

## F
- Maks Fabiani
- Heirich von Ferstel
- Eugen Fassbender
- Julius Feldbacher (krajinski)
- Ferdinand Fellner
- Heinrich Ferstel
- Johann Bernhard Fischer (von Erlach)
- Karl Fischl
- Wilhelm Flattich
- Emil Förster
- Ludwig Christian Friedrich Förster
- Dagobert Frey (konservator)
- Fritz Friedriger (Mb) (1859-1922)
- Ernst Fuchs

## G
- Heinrich Goldemund
- Karl Ghega (gradbeni inženir)
- Johann Evangelist Graus (konservator)
- Friedrich Grünanger (transilvansko-bolgarski)
- Gustav Gugitz

## H
- Johann Georg Hagenauer
- Wolfgang Hagenauer
- Theophil Hansen (dansko-grško-avstrijski)
- Karl von Hasenauer
- Ferdinand Hauser
- Karl Hayek
- Hermann Gottlieb Helmer (nem.-avstrijsko-hrvaški)
- Johann Ferdinand Hetzendorf von Hohenberg
- Johann Lukas von Hildebrandt
- Ernst Hoffmann
- Josef Franz Maria Hoffmann (Josef Hoffmann)
- Hans Hollein (1934-2014)
- Wilhelm Holzbauer (1930-2019)
- Clemens Holzmeister (1886-1983)
- E. Hoppe
- Josef Hudetz (Josip Hudetz)
- Friedensreich Hundertwasser

## J
- Hans Jaksch
- Walter Jaksch
- Raimund Jeblinger
- Richard Jordan

## K
- Klaus Kada
- Marcel Kammerer
- Arnold Karplus
- Paul Katzberger
- Alfred Keller
- August Kirstein
- Markus Klaura & Dietmar Kaden
- Richard Kloss
- Adolf Koch (nemško-avstrijski)
- Karl (Carl) König
- Joseph Kornhäusel
- Julius Kornweitz
- Ceno Kosak (Košak)
- Eberhard Kraigher
- Eduard Kramer
- Franz (von) Krauss
- Josef Krawina
- Adolf Krischanitz
- Stephan Krumenauer
- Peter K. Kulterer

## L
- Karl Laužil (češ. rodu)
- Horst & Christine Lechner
- Hannes Lintl
- Adolf Loos
- Peter Lorenz
- Michael Loudon
- Christian Ludwig (1901-1967) (avstrijsko-slovaški)
- Victor Luntz
- Joseph August Lux (kritik)

## M
- Josef Melan (gradbeni inženir)
- Josef Mocker (na Češkem)
- Kurt Moritz
- Joseph Munggenast

## N
- Alfred Neumann (avstrijsko-češko-izraelsko-avstralski)
- Franz Neumann mlajši
- Richard Neutra (avstrijsko-ameriški)
- Georg Niemann (nemško-avstrijski); tudi arheolog
- Rudolf Nitzch
- Peter von Nobile
- Eduard van der Nüll

## O
- Peter Ocvirk (slovensko-avstrijski)
- Friedrich Ohmann
- Joseph Maria Olbrich
- Giovanni Domenico Orsi (avstr.-češki)
- Anton Ospel
- Janez Oswald
- Max Ott

## P
- Nikolaus Pacassi
- Hans Pascher (1858-1942)
- Dagobert Peche
- Gustav Peichl (1928-2019)
- Max Peintner
- Wilhelm Peterle
- Albert Pi ?
- Walter Pichler (1936-2012)
- Anton Pilgram
- Boris Podrecca
- Leopold Pollack
- Michael Pollack (avstrijsko-madžarski)
- Jakob Prandtauer

## R
- Roland Rainer
- Wolf Dietrich von Raitenau
- Wilhelm Resori /Rezori
- Franz Reznicek
- Benedikt Ried (češ. Rejt)
- Kristijan Rieger
- Richard Riemerschmied
- Alfred Rinesch
- Carl Roesner/Karl Rösner

## S
- Ernst Schäfer (češki Nemec)
- August Sarnitz
- Albert Schickedanz (avstrijsko-ogrski)
- Rudolph Schindler (avstrijsko-ameriški)
- Karl Friedrich Schinkel?
- Friedrich Schmidt  baron
- Hans Schneider
- (Johann Schöbl)
- Friedrich W. Schöffauer
- Robert Schonhofer
- Otto Schönthal
- Friedrich von Schmidt (nemško-avstrijski)
- Margarete Schütte-Lihotzky
- Karl Schwanzer
- Anton Schweighofer
- Gabriel von Seidl
- Harry Seidler
- August Siccard von Siccardsburg
- Friedrich Sigmundt
- Camillo Sitte
- Santino Solari (italijansko-avstrijski)
- Hans Steineder
- Matthias Steinl
- Wilhelm Stiassny
- Friedrich August von Stache
- Josef Strauss
- Jörg Streli
- Josef Stummer von Traunfels

## T
- Johann Joseph Thalherr
- Peter Thumb
- Carl Tietz (nemško-avstrijski)
- Josef Tölk
- Luis Trenker
- Wolfgang Tschapeller

## U
- Ottokar Uhl
- Much Untertrifaller
- Joseph Urban

## W
- Adolf Wagner
- Otto Wagner
- Rudolf F. Weber
- Ernst Wiesner (Arnošt Wiesner)
- Josef Benedict Withalm
- (Ludwig Wittgenstein)